# 일웅도
일웅도(日雄島)는 부산광역시 사하구 하단동에 소재한 낙동강의 하중도이다. 현재는 을숙도와 합쳐져 두 섬을 통틀어 을숙도라고 부른다. 1978년 2월 15일에 경상남도 김해군에서 부산으로 편입되었고, 1983년 12월 15일에 사하구가 신설되면서 북구 대저2동에서 사하구 하단동으로 편입되었다.

## 시설
일웅도에는 을숙도문화회관과 그에 딸린 조각공원, 테니스장이 있으며, 인라인 스케이트장과 자동차 극장, 낙동강하굿둑 전망대와 한국수자원공사 낙동강물관리센터가 자리잡고 있다. 또한, 일웅도 곳곳에서 자전거를 대여할 수 있는데, 영화 《마음이》에서 주인공 '찬이'(유승호 분)가 자전거를 타는 장면을 이 곳에서 찍었다.